# Donovan Bailey
Donovan Bailey (Manchester, 16 dicembre 1967) è un ex velocista canadese, campione olimpico dei 100 metri piani ad Atlanta 1996, nonché campione mondiale della stessa specialità a Göteborg 1995.
In carriera è stato inoltre detentore del record mondiale dei 100 m piani, con il tempo di 9"84, dal 27 luglio 1996 al 16 giugno 1999.

## Biografia
Nato a Manchester in Giamaica, emigrò in Canada all'età di 13 anni. Frequentò il college con l'intenzione di giocare a pallacanestro e di studiare economia, e scoprì l'atletica leggera solo all'età di venti anni guardando le selezioni per la nazionale canadese di alcuni suoi compagni di studi. Iniziò quindi a praticare l'attività sportiva, rivelandosi subito come predestinato nella velocità, tanto che già nel 1991 fu chiamato nella nazionale canadese.
Fino al 1994 non si impegnò costantemente nella sua attività, gareggiando solo in modo sporadico e avviando anche con successo un'attività di commerciante. La svolta avviene con l'incontro con l'allenatore della nazionale canadese Dan Pfaff che lo convince a dedicarsi allo sprint a tempo pieno.
È l'inizio di una carriera di successo, ma molto breve, che lo vedrà primeggiare nella velocità fino alla fine degli anni novanta. Si rivela subito a livello mondiale vincendo i Giochi del Commonwealth nella staffetta 4×100 m, ma la vera esplosione avviene nel 1995 ai Campionati mondiali di Göteborg, dove vince la medaglia d'oro nei 100 m piani (9"97, davanti al compagno di staffetta Bruny Surin e ad Ato Boldon) e nella staffetta 4×100 m (38"31, davanti ad Australia e Italia). Caratteristico di Bailey è il suo stile molto raffinato e la grande compostezza delle ginocchia nell'azione di corsa, tanto da essere accostato a Carl Lewis e Jesse Owens.
Si presenta da grande favorito ai Giochi olimpici di Atlanta 1996 e non tradisce le attese: primo nei 100 m dove con 9"84 (vento +0,7 m/s) stabilisce il nuovo record mondiale (abbassando il 9"85 di Leroy Burrell del 1994); questa vittoria fu avvertita nel Canada come la cancellazione dell'onta subita dallo sport canadese con il caso doping di Ben Johnson ai Giochi olimpici di Seul 1988. Condusse anche la staffetta canadese 4×100 m alla vittoria con il tempo di 37"69.
Questa grande impresa permise a Bailey di diventare il secondo atleta dopo Carl Lewis a detenere contemporaneamente il titolo olimpico e mondiale dei 100 m ed il record mondiale della specialità.
Nel giugno 1997 sfidò Michael Johnson (allora primatista mondiale dei 200 m) in una corsa di 150 m (la distanza media tra i due record detenuti dagli "sfidanti") a Toronto per stabilire quale fosse l'uomo più veloce del mondo. La corsa fu parzialmente rovinata da un infortunio occorso da Johnson dopo 100 m, e Bailey vinse il premio di 1 milione e mezzo di dollari. Due mesi dopo, quando Johnson si riprese, si svolse una corsa a Berlino sulla distanza di 200 metri. Tra gli atleti c'erano i nomi di Greene, lo stesso Bailey ed altri corridori importanti. Johnson chiuse primo con il tempo di 19"84 e si consacrò ancora il più veloce corridore esistente del mondo nei 200 metri.
Intanto si preparava per i Campionati mondiali di Atene del 1997, dove fu però sconfitto dal suo erede, Maurice Greene, e si dovette accontentare dell'argento nei 100 m (9"91 davanti a Tim Montgomery); confermò comunque il titolo con la staffetta 4×100 m (37"86). Fu l'ultimo acuto della sua breve carriera: colpito da numerosi infortuni, soprattutto tendinei, non riuscì più a riconfermarsi ad alti livelli. Ai Giochi olimpici di Sidney 2000, a causa di una polmonite, non riuscì ad andare oltre i quarti di finale nei 100 m piani; si ritirò nel 2001 dopo aver vinto cinque medaglie d'oro tra Giochi olimpici e Mondiali.
Nel 1999 Maurice Greene stabilì il nuovo record mondiale dei 100 m, con 9"79, migliorando così dopo quasi 3 anni il record di Bailey. L'atleta canadese detiene il record mondiale dei 50 metri piani indoor, con il tempo di 5"56 stabilito nel 1996. Attualmente è il fondatore e presidente della DBX Sport Management, una società che aiuta gli atleti dilettanti canadesi a svolgere la propria attività.

## Record nazionali
Seniores
- 50 metri piani indoor: 5"56 ( Reno, 9 febbraio 1996)
- 100 metri piani: 9"84 ( Atlanta, 27 luglio 1996) (Record mondiale fino al 16 giugno 1999.)

## Palmarès
| Anno | Manifestazione           | Sede       | Evento      | Risultato        | Prestazione | Note            |
| ---- | ------------------------ | ---------- | ----------- | ---------------- | ----------- | --------------- |
| 1991 | Giochi panamericani      | L'Avana    | 100 m piani | 8º               |             |                 |
| 1991 | Giochi panamericani      | L'Avana    | 4×100 m     | Argento          | 39"95       |                 |
| 1994 | Giochi della Francofonia | Parigi     | 100 m piani | Oro              | 10"27       |                 |
| 1994 | Giochi del Commonwealth  | Victoria   | 4×100 m     | Oro              | 38"39       |                 |
| 1995 | Mondiali indoor          | Barcellona | 200 m piani | 4º               | 21"08       |                 |
| 1995 | Mondiali                 | Göteborg   | 100 m piani | Oro              | 9"97        |                 |
| 1995 | Mondiali                 | Göteborg   | 4×100 m     | Oro              | 38"31       |                 |
| 1996 | Giochi olimpici          | Atlanta    | 100 m piani | Oro              | 9"84        | Record mondiale |
| 1996 | Giochi olimpici          | Atlanta    | 4×100 m     | Oro              | 37"69       |                 |
| 1997 | Mondiali                 | Atene      | 100 m piani | Argento          | 9"91        |                 |
| 1997 | Mondiali                 | Atene      | 4×100 m     | Oro              | 37"86       |                 |
| 1999 | Giochi panamericani      | Winnipeg   | 4×100 m     | Argento          | 38"49       |                 |
| 2000 | Giochi olimpici          | Sydney     | 100 m piani | Quarti di finale | 10"39       |                 |
| 2001 | Mondiali                 | Edmonton   | 100 m piani | Semifinale       | 10"33       |                 |

## Altre competizioni internazionali
1994
- 5º alla Grand Prix Final ( Parigi), 100 m piani - 10"24

1995
- Argento alla Grand Prix Final ( Monaco), 100 m piani - 10"13

1996
- Argento alla Grand Prix Final ( Milano), 100 m piani - 9"95